# Niagaravandfaldene
Niagaravandfaldene er tre vandfald på Niagara-floden, der løber fra Lake Erie til Lake Ontario på grænsen mellem Canada og USA:
- American Falls mellem Prospect Point og Luna Island (USA).
- Brudeslør-vandfaldet (engelsk Bridal Veil Falls) mellem Luna Island og Goat Island (USA).
- Hestesko-vandfaldet (engelsk Horseshoe Falls) eller Canadian Falls mellem Goat Island og Table Rock (Canada).

Navnets oprindelse er omdiskuteret, muligvis fra den irokesiske landsby Ongniaahra (= todelt land); eller af folkegruppen niagagarega, forklaret som "vandets torden".
En række både, kaldt Maid of the Mist, sejler op til vandfaldene.

## Niagara Falls
Byen Niagara Falls (Canada-siden) har 83.000 indbyggere, og er så populær blandt bryllupsrejsende, at stedet har fået en række øgenavne, heriblandt Viagra Falls. Hvert år har vandfaldene op mod 12 millioner besøgende.
Vandfaldene er i strenge vintre frosset til is.

## Eksterne links
- Wikimedia Commons har flere filer relateret til Niagaravandfaldene

43°04′48″N 79°04′16″V / 43.08°N 79.071°V